# بيري فورت
بيري فورت هو سياسي أمريكي، ولد في 26 أكتوبر 1937. نشط حزبياً في Alabama Democratic Party ‏. وقد انتخب عضو مجلس نواب ألاباما ‏.